# Веселинович, Александар
Александар Веселинович (серб. Александар Веселиновић; род. 23 мая 1970, Книн) — югославский футболист. В настоящее время тренер.

## Биография
Воспитанник «Хайдука». На юношеском уровне играл вместе с Робертом Ярни, Аленом Бокшичем, Игором Штимацем и Славеном Биличем. В настоящее время помимо сербского, имеет хорватское гражданство. На взрослом уровне выступал на позиции защитника за ряд югославских, бельгийских, греческих и болгарских команд.
Завершив свою карьеру, Веселинович стал детским тренером в созданной им частной школе. В 2006 году вместе со своим соотечественником Александаром Марьяновичем переехал в Россию по приглашению Ивана Саввиди. Наставник стоял у истоков создания в Ростове-на-Дону Академии футбола имени Виктора Понедельника. В течение семи с половиной лет он занимал в ней должность старшего тренера. В 2007 и в 2009 году признавался лучшим детско-юношеским тренером Ростова-на-Дону.
В начале 2015 года Веселинович стал главного тренера литовской «Судувы». В 2017 году специалист вернулся на родину. Там он работал с клубами «Войводина», «Спартак» и «Чукарички». В сентябре 2020 года Веселинович возглавил команду из ОАЭ «Аль-Зафра».

## Достижения
- Финалист Кубка Литвы: 2016